# Fablok 9D
SM25 (typ Ls350 oraz 9D) – lokomotywa spalinowa produkcji polskiej, wytwarzana w zakładach Fablok w Chrzanowie w latach 1961–1963.
Projekt pierwszej polskiej lokomotywy z przekładnią hydrauliczną systemu Voith L26 opracowany został w latach 1959–1960 wraz z projektem wagonu spalinowego SN80. Nowe lokomotywy miały zastąpić spalinowozy SM30 o przestarzałej konstrukcji. Zastosowano w nich wiele innowacji: nowe technologie produkcji, umieszczenie kabiny i pomostów zapewniające optymalne warunki pracy manewrowej, zastosowano izolację akustyczną. Wyprodukowano tylko 3 egzemplarze, a następnie produkcję przerwano z powodu problemów z dostawą przekładni hydraulicznych niemieckiej firmy Voith importowanych za waluty wymienialne. Spalinowozy serii SM25 stacjonowały w lokomotywowni w Krakowie, a z eksploatacji zostały wycofane w latach 70. XX wieku.
Do celów muzealnych zachowano egzemplarz SM25-002 wyprodukowany w roku 1962 (nr fabryczny 5427), znajdujący się obecnie w stacji muzeum (dawne Muzeum Kolejnictwa w Warszawie)